# Gras (oppervlaktemaat)
De gras (mv: grazen)  is een oud-Nederlandse oppervlaktemaat in Groningen.
Eén gras is de hoeveelheid gras die nodig was voor een koe en bedroeg iets minder dan een halve hectare. Dit komt neer op ruim twee koeien per hectare.

## De grootte
Een exacte grootte is niet te noemen. Er zijn pogingen gedaan om te berekenen wat deze zou zijn geweest. Per gebied (dorp) komt men zo op verschillende groottes, omdat men de huidige oppervlakte is gaan delen door het grastal. Opvallend is dat de percelen indertijd steeds geheel (soms nog een halve) grazen heeft. Het lijkt erop dat men uitging van het aantal koeien dat er op graasde. Waren dat er twee, dan was het perceel 2 grazen groot. Kon er nog een kalf bij, dan was het 2½ groot. Het grastal was voornamelijk van belang voor de grondbelasting (de verponding). Men betaalde een bepaald bedrag per gras. Een nauwkeurige bepaling was dus niet echt nodig.

## Toponiem
Bij veldnamen werd wel verwezen naar de grootte van een kavel. De hooghe vier is bijvoorbeeld een stuk land van vier grazen groot, of waar vier koeien op graasden.